# 咸炳善
咸炳善（韓語：함병선，1920年5月30日—2001年2月5日），韓國陸軍將領、企業家。濟州四·三事件中造成北村事件（북촌사건）的元兇，參與韓戰因而獲授南韓最高戰功榮譽太極武功勳章、美國功勳勳章，退役後成為韓進機械工業公司社長、韓国海外開發公社社長、朝一工業会長、大宇建設会長、韓德啤酒代表会長。

## 生平
生於日本統治朝鮮時代平安南道大同郡（今北韓），早年出身日本陸軍特別志願兵，軍階准尉。1946年美軍政廳佔領時期自軍事英語学校（今陸軍官校）第38期畢業。1953年留學美國陸軍指揮與參謀學院。
1948年時任第2團團長，接手第9團的任務，充當濟州四·三慘案的鎮壓部隊，屠殺濟洲島漢拏山上村民，第2團尤以朝天面北村里的北村事件惡名昭章，濟州慘案整件事導致10%島民被殺，:195:13約25000-30000人。:139, 193
後參與韓戰，美國授功勋勋章。1959年昇任陸軍本部作戰参謀副長。1961年陸軍少將朴正熙奪國家政權，設立軍事執政團（軍政府內閣）國家重建最高會議，咸炳善入閣。最高軍階中將。

## 引用文献
1. ↑  太極武功勲章受勳英雄一覽 （页面存档备份，存于）（韓國戰爭紀念館）
2. 1 2  Merrill, John. . The Journal of Korean Studies. 1980: 139–197.
3. ↑  Kim, Hun Joon. . Cornell University Press. 2014: 13–41. ISBN 9780801452390.
4. ↑  Hugh Deane. . China Books&Periodicals, Inc. 1999: 54–58  [2018-05-10]. （原始内容存档于2020-04-14）.
5. ↑  . Military Times.   [2016-01-01].